# Howard Douglas
Pour les articles homonymes, voir Douglas.
Howard Douglas (23 janvier 1776 – 9 novembre 1861), 3e baronnet, est un officier britannique et un écrivain qui est lieutenant-gouverneur du Nouveau-Brunswick.

## Biographie
Howard Douglas naît le 23 janvier 1776 à Gosport, en Angleterre.
Il suit très tôt les pas de son père, un amiral de la Royal Navy, et entreprend des études à l'Académie royale militaire de Woolwich, d'où il sort sous-lieutenant le 1er janvier 1794.
Attiré par l'écriture, il rédige plusieurs ouvrages traitant de sujets militaires et finit par devenir membre de la Royal Society en 1812.
En 1821 il obtient le grade de major-général et est ensuite muté au Nouveau-Brunswick où il est nommé lieutenant-gouverneur du 28 août 1824 au 8 septembre 1831. Parmi ses actions notables, il crée à Fredericton le King's College, qui allait devenir plus tard l'université du Nouveau-Brunswick.
Il retourne ensuite en Angleterre où il se présente aux élections sous l'étiquette conservatrice en 1832 et 1835, mais il est battu à chaque fois. Il est ensuite nommé Lord High Commissioner auprès de la République des Îles Ioniennes de 1835 à 1841 et sera à l'origine de l'adoption d'un nouveau code de lois, le code Douglas, et de la Banque ionienne. Il rentre ensuite à nouveau en Angleterre et est cette fois élu député de Liverpool de 1842 à 1847 tout en effectuant des recherches en rapport avec les techniques de blindage des matériels militaires.
Douglas meurt le 9 novembre 1861 à Tunbridge Wells.

## Œuvres (sélection)
- Essai sur les principes et la construction des ponts militaires, et sur les passages des rivières…, trad. Jean Baptiste Philibert Vaillant, Paris, Anselin et Pochard, 1824 Numérisation : Bayerische Staatsbibliothek

## Décorations
- Ordre du Bain Chevalier Grand-croix (GCB) en 1841. Chevalier commandeur (KCB) en 1821. Compagnon (CB) en 1814.
- Ordre de Saint-Michel et Saint-Georges Chevalier Grand-croix (GCMC) en 1835.

## Divers
- La localité de Gretna Green est nommée Douglastown en l'honneur de la visite de Howard Douglas en 1825.